# Mushya quadrivittata
Mushya quadrivittata är en insektsart som beskrevs av Kato 1933. Mushya quadrivittata ingår i släktet Mushya och familjen Caliscelidae. Inga underarter finns listade i Catalogue of Life.